# 萨兰堡
萨兰堡（法語：Château-Salins，法語發音：[ʃato salɛ̃]），法国东北部城市，大东部大区摩泽尔省的一个市镇，隶属于萨尔堡-萨兰堡区，其市镇面积为10.76平方公里，2022年1月1日时人口数量为2,294人，在法国城市中排名第4,620位。
萨兰堡位于摩泽尔省南部，小塞耶河畔，历史上因盐矿而兴盛，现代是一个区域性的中心市镇，多条公路在此交汇。

## 地名来源
萨兰堡最初于公元1195年以拉丁语“Castrum Sallum”的形式被记载，其中“Sallum”一名可能出自拉丁语“sāl”，意为“盐”，该名称与当地的盐资源有关。
法国大革命期间，因“Château”一名含有封建色彩，萨兰堡曾被共和派更名为“Saline Libre”；第一次世界大战期间，萨兰堡的官方名称被更改为“Salzburg”（德語發音：[ˈzaltsbʊʁk] ⓘ）；第二次世界大战期间，萨兰堡又被更名为“Salzburgen”（德語發音：[ˈzaltsbʊʁɡn̩]）。

## 历史

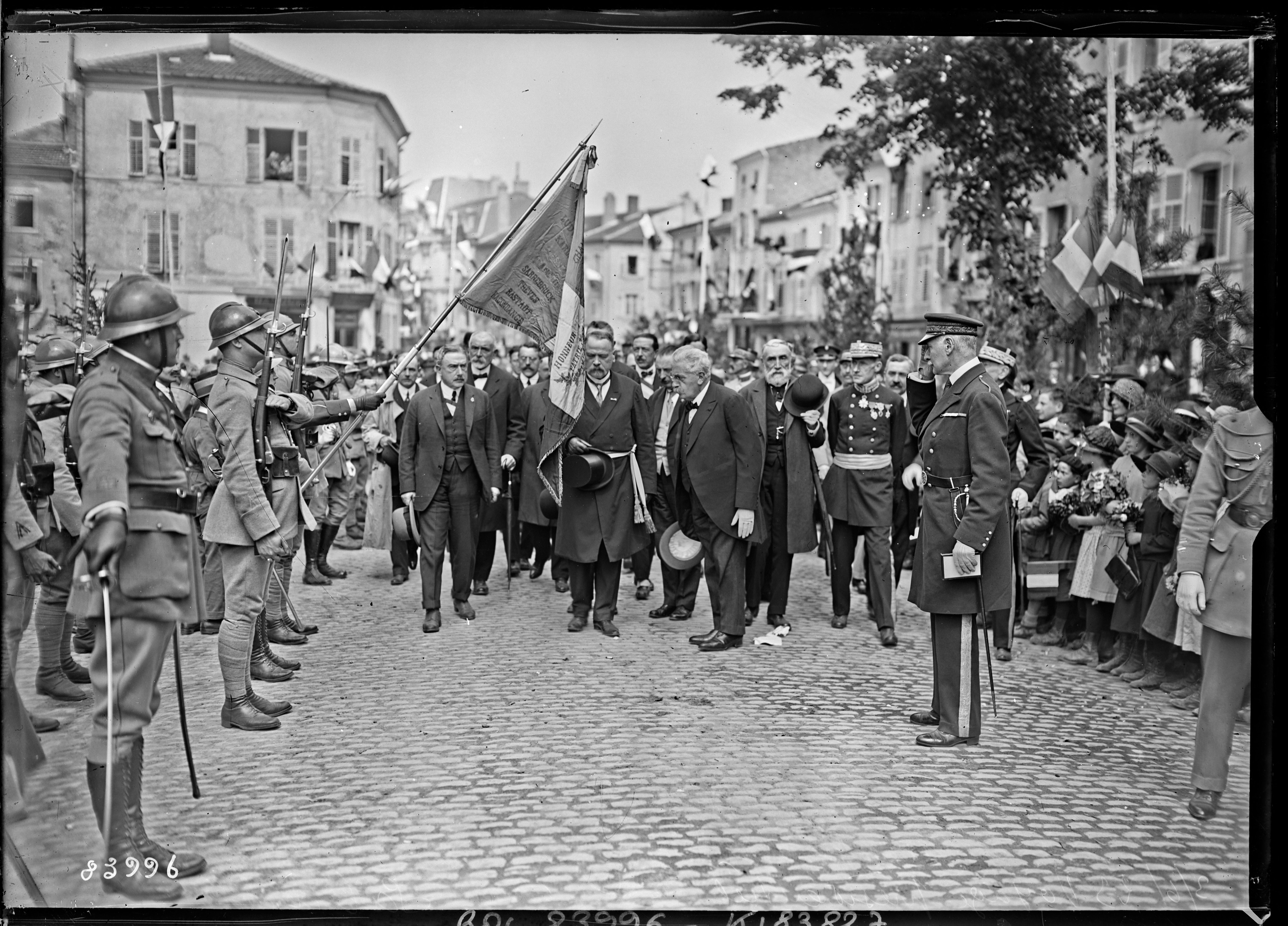
到访萨兰堡的法国总统亚历山大·米勒兰

萨兰堡的兴起与盐的开采密切相关，在近代以前，盐是人们长期保存食品的重要材料，萨兰堡所在地在中世纪时被发现了一处盐井，此后陆续出现开采活动。14世纪初，洛林公爵费里四世的遗孀伊丽莎白·德·奥地利在此地兴建了一处城堡，此举引发了梅斯主教蒙泰伊的阿代马尔的不满，他在伊丽莎白城堡附近不到200米的地方兴建了另一座城堡用于监视。14世纪中期，阿代马尔与伊丽莎白之子拉烏爾发生多次交战，鲁道夫在1346年的克雷西会战中身亡，次年伊丽莎白城堡被阿代马尔买下。16世纪时，萨兰堡镇中心建成了一处规模化的制盐作坊，在18世纪时，当地盐矿开采达到了顶峰状态，年开采量近9,000吨。1826年，当地盐矿被关闭。普法战争结束后，根据《法兰克福条约》，萨兰堡被普鲁士军队占领，当地的盐矿于1894年再次开启，后在1940年彻底关闭。法国总统亚历山大·米勒兰曾于1923年6月3日到访萨兰堡并为其颁发了战争勋章。1940年11月，萨兰堡被纳粹德军占领，当地民众被紧急转移。1944年11月17日，萨兰堡解放。
在行政区划方面，法国大革命后，萨兰堡成为默尔特省的一个市镇，并在1790至1800年间为该省的一个地区行署，后改为副省会。普法战争结束后，萨兰堡及萨兰堡区所在的阿尔萨斯-洛林被普鲁士占领，萨兰堡区被更名为“萨兰堡县”，为洛林专區的一部分。1918年《凡尔赛条约》签订后，萨兰堡所在的洛林专区改建为摩泽尔省，萨兰堡副省政府及萨兰堡区得以复设。1975年，市镇库蒂尔整体并入萨兰堡。2015年，萨兰堡副省政府被撤销，其下属的萨兰堡区与萨尔堡区合并为“萨尔堡-萨兰堡区”，新的副省会设于萨尔堡。
在地方文化研究方面，当地的地方史爱好者成立了“萨拉堡朋友联盟”（Les Amis du Saulnois），长期举办各类文化活动。

## 地理

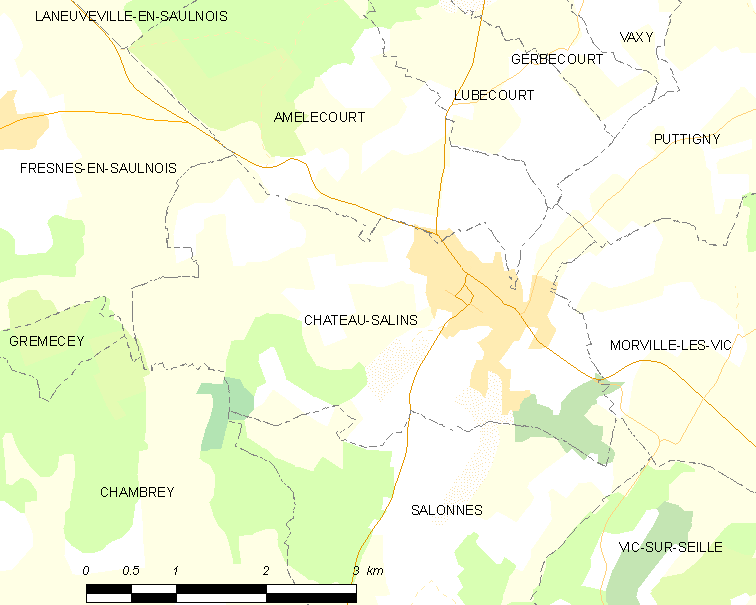
萨兰堡市镇范围地图

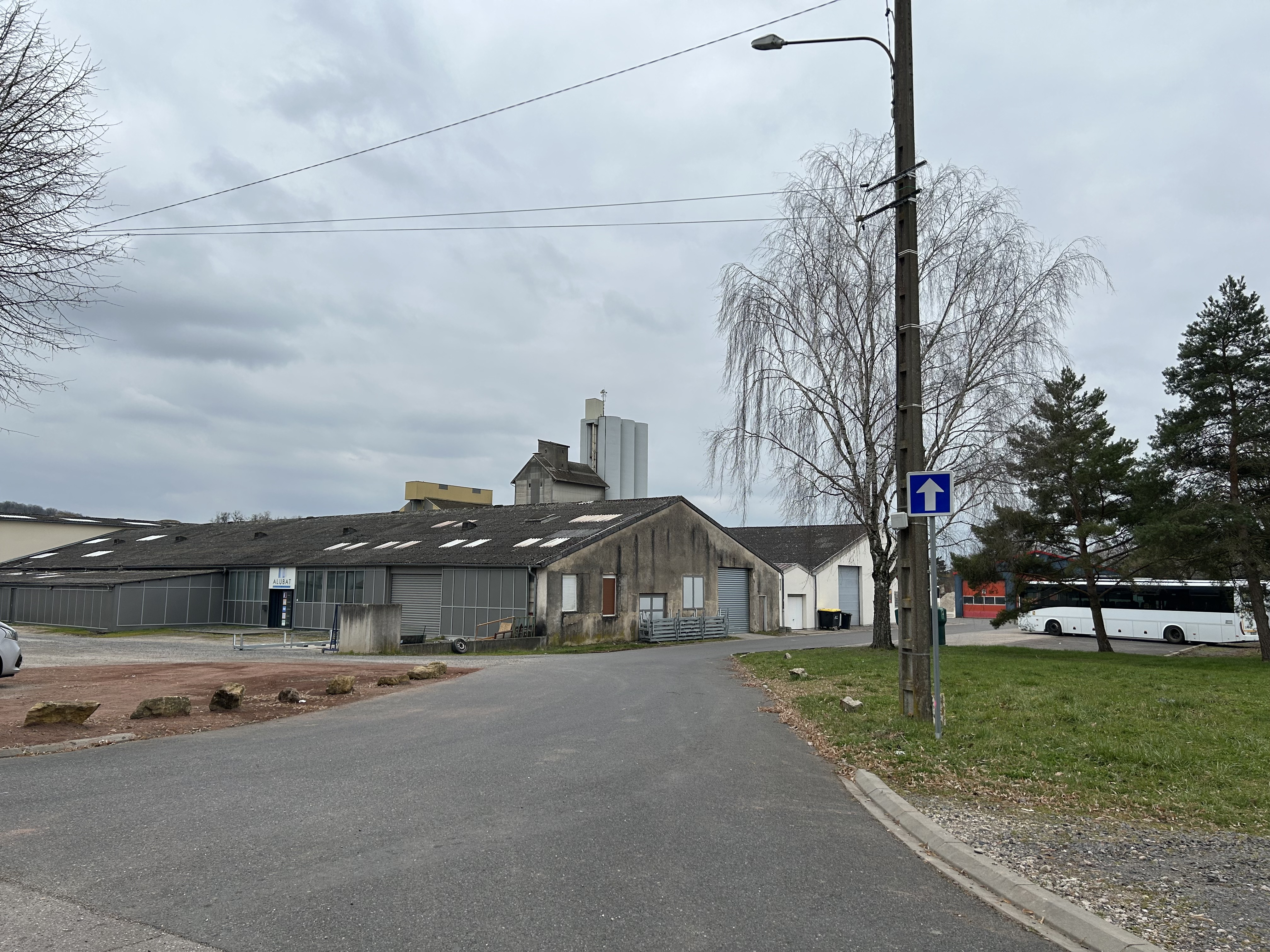
萨兰堡近郊的工业区

萨兰堡位于法国东北部，大东部大区东北部和摩泽尔省西南部，距离省会梅斯大约44公里。与萨兰堡接壤的市镇包括：阿姆莱库尔、吕贝库尔、皮蒂尼、索努瓦地区弗雷讷、尚布雷、莫维尔莱维克和萨洛讷。

### 地形
萨兰堡位于洛林高原南部，境内以平原和浅丘为主，市镇中心地势较为平坦，全境海拔在201到331米之间。

### 水文
萨兰堡位于莱茵河流域范围内，小塞耶河自南向北流经镇中心东部，其左岸支流萨莱溪（ruisseau Salé）则流经镇中心，后者水量较小，部分河段被人工建筑物覆盖。

### 植被
萨兰堡属于温带阔叶混交林区，林地多分布于河流附近，并散落分布于市镇范围内的多个区域，市区西南部为沙尔姆瓦勒树林（Bois de Charmeval）。
在鲜花城市的评比中，萨兰堡被评为1星级鲜花城市。

### 气候
萨兰堡在柯本气候分类法中属于带有大陆性特征的温带海洋性气候。
距离萨兰堡最近的常年气象站位于埃塞莱南锡境内，以下为该气象站的数据：
| 埃塞莱南锡 1981年－2022年 | 埃塞莱南锡 1981年－2022年 | 埃塞莱南锡 1981年－2022年 | 埃塞莱南锡 1981年－2022年 | 埃塞莱南锡 1981年－2022年 | 埃塞莱南锡 1981年－2022年 | 埃塞莱南锡 1981年－2022年 | 埃塞莱南锡 1981年－2022年 | 埃塞莱南锡 1981年－2022年 | 埃塞莱南锡 1981年－2022年 | 埃塞莱南锡 1981年－2022年 | 埃塞莱南锡 1981年－2022年 | 埃塞莱南锡 1981年－2022年 | 埃塞莱南锡 1981年－2022年 |
| 月份                      | 1月                       | 2月                       | 3月                       | 4月                       | 5月                       | 6月                       | 7月                       | 8月                       | 9月                       | 10月                      | 11月                      | 12月                      | 全年                      |
| ------------------------- | ------------------------- | ------------------------- | ------------------------- | ------------------------- | ------------------------- | ------------------------- | ------------------------- | ------------------------- | ------------------------- | ------------------------- | ------------------------- | ------------------------- | ------------------------- |
| 历史最高温 °C（°F）       | 16.8 (62.2)               | 20.8 (69.4)               | 26 (79)                   | 29.3 (84.7)               | 35.6 (96.1)               | 37.2 (99.0)               | 40.1 (104.2)              | 39.3 (102.7)              | 34.4 (93.9)               | 27.2 (81.0)               | 22.7 (72.9)               | 18.5 (65.3)               | 40.1 (104.2)              |
| 平均高温 °C（°F）         | 4.6 (40.3)                | 6.4 (43.5)                | 10.9 (51.6)               | 14.8 (58.6)               | 19.2 (66.6)               | 22.6 (72.7)               | 25.1 (77.2)               | 24.7 (76.5)               | 20.3 (68.5)               | 15.1 (59.2)               | 8.9 (48.0)                | 5.4 (41.7)                | 14.8 (58.6)               |
| 日均气温 °C（°F）         | 1.9 (35.4)                | 2.9 (37.2)                | 6.5 (43.7)                | 9.5 (49.1)                | 13.8 (56.8)               | 17.1 (62.8)               | 19.4 (66.9)               | 19 (66)                   | 15.2 (59.4)               | 11 (52)                   | 5.8 (42.4)                | 2.9 (37.2)                | 10.4 (50.7)               |
| 平均低温 °C（°F）         | −0.8 (30.6)               | −0.7 (30.7)               | 2 (36)                    | 4.1 (39.4)                | 8.4 (47.1)                | 11.7 (53.1)               | 13.7 (56.7)               | 13.2 (55.8)               | 10.1 (50.2)               | 6.8 (44.2)                | 2.8 (37.0)                | 0.4 (32.7)                | 6 (43)                    |
| 历史最低温 °C（°F）       | −21.6 (−6.9)              | −24.8 (−12.6)             | −15.9 (3.4)               | −6.9 (19.6)               | −4.2 (24.4)               | 1.6 (34.9)                | 2 (36)                    | 2.8 (37.0)                | −1.3 (29.7)               | −7.9 (17.8)               | −12.7 (9.1)               | −21.3 (−6.3)              | −24.8 (−12.6)             |
| 平均降水量 mm（）         | 65.4 (2.57)               | 55.3 (2.18)               | 59.5 (2.34)               | 49.3 (1.94)               | 67.6 (2.66)               | 69.2 (2.72)               | 62.4 (2.46)               | 63 (2.5)                  | 64.7 (2.55)               | 73.8 (2.91)               | 65.9 (2.59)               | 79 (3.1)                  | 775.1 (30.52)             |
| 月均日照時數              | 55.9                      | 79.7                      | 129.1                     | 173.9                     | 199.1                     | 220.9                     | 229.1                     | 213.7                     | 162.8                     | 104.8                     | 51.7                      | 44.3                      | 1,665                     |
| 来源：infoclimat.fr       |                           |                           |                           |                           |                           |                           |                           |                           |                           |                           |                           |                           |                           |

## 行政区划
萨兰堡的市镇编号为57132，邮政编号为57170。
在行政管理方面，萨兰堡隶属于法国大东部大区摩泽尔省萨尔堡-萨兰堡区；在地方选举方面，萨兰堡是索努瓦县的中央投票站所在地，其市镇范围全境被划入摩泽尔省第四选区；在社会管理方面，萨兰堡是索努瓦市镇公共社区的办公驻地。
截至2023年3月，萨兰堡市镇范围内暂无城市敏感街区及城市政策优先街区。
法国国家统计与经济研究所（简称）在进行数据统计时，将萨兰堡单独设为萨兰堡城市核心区（Unité urbaine de Château-Salins），并将包括核心区在内的周边共12个市镇划为萨兰堡城市区。自2020年起，萨兰堡城市区被拆解，萨兰堡未被划入任何城市辐射区（Aire d'attraction）内。此外，还将萨兰堡市镇整体看作一个“块区”（IRIS），以便于统计人口分布情况。

## 交通

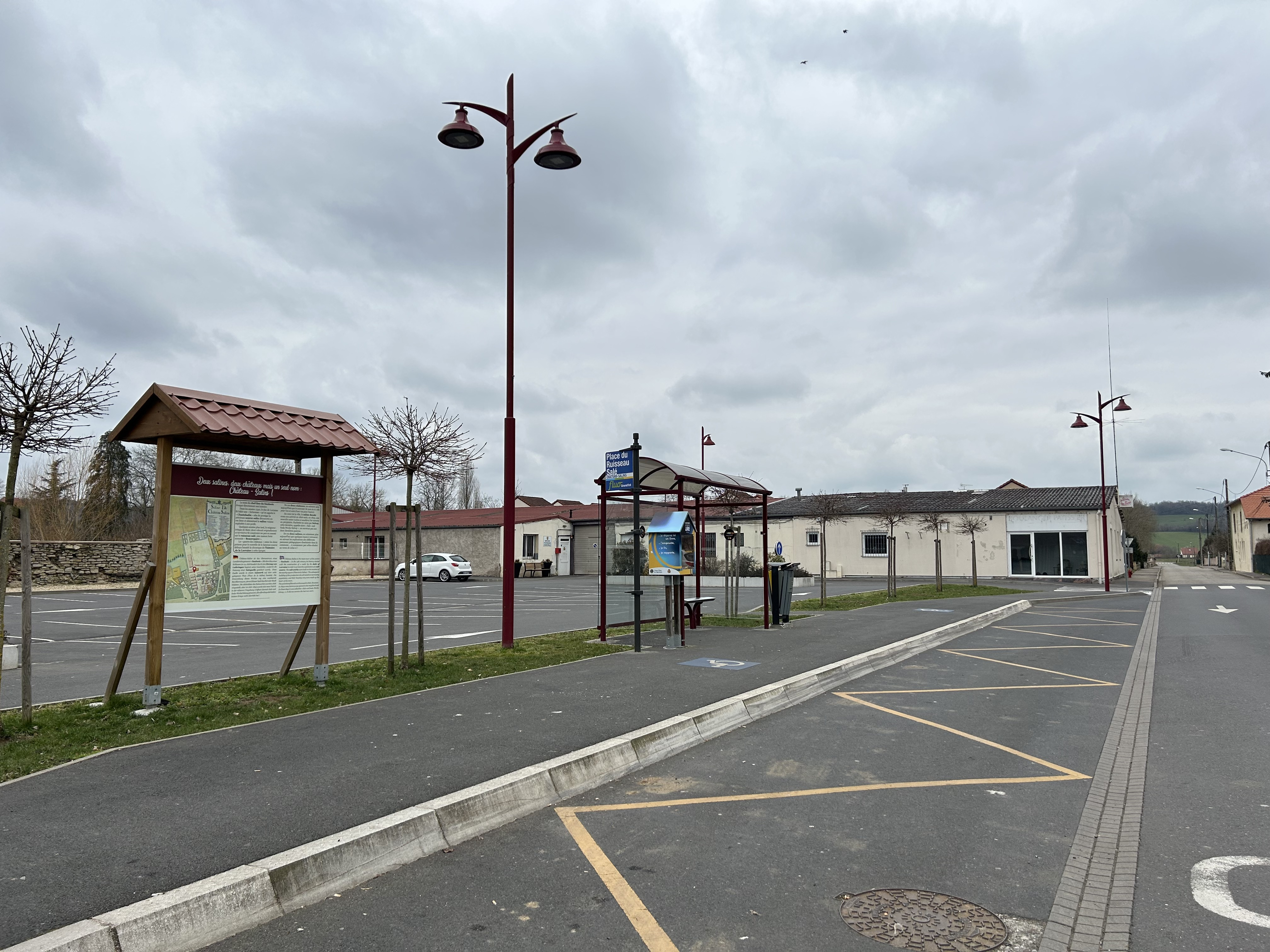
“萨莱溪广场”城际巴士停靠点

### 公路
摩泽尔省省道D28线、D674线和D955线在萨兰堡境内交汇。大东部大区下属的城际客运提供巴士线路，可前往梅斯、南锡、萨兰堡等地。
|  | 42 |

|  | 32 |

| 梅斯 | 45 |

| 代尔姆 | 12 |

| 南锡 | 31 |

| 萨尔堡 | 52 |

| 福尔克蒙 | 30 |

| 莫朗日 | 20 |

2019年，72%的萨兰堡家庭拥有至少一辆私人汽车。2019年，萨兰堡境内共发生各类交通事故1起，造成4人受伤。

### 铁路
萨兰堡位于尚皮尼厄勒－萨拉尔布铁路和梅斯－萨兰堡铁路的交汇处，这两条铁路均已废弃。
距离萨兰堡最近的运营中的客运铁路车站为20公里外的莫朗日站，该站停靠往返于梅斯和斯特拉斯堡一线的区域列车。

### 航空
距离萨兰堡最近的民用航空站为洛林机场，距离萨兰堡市中心的公路里程约34公里。

### 城市公共交通
截至2023年3月，萨兰堡暂无城市公共交通系统。

## 政治

### 市政内阁

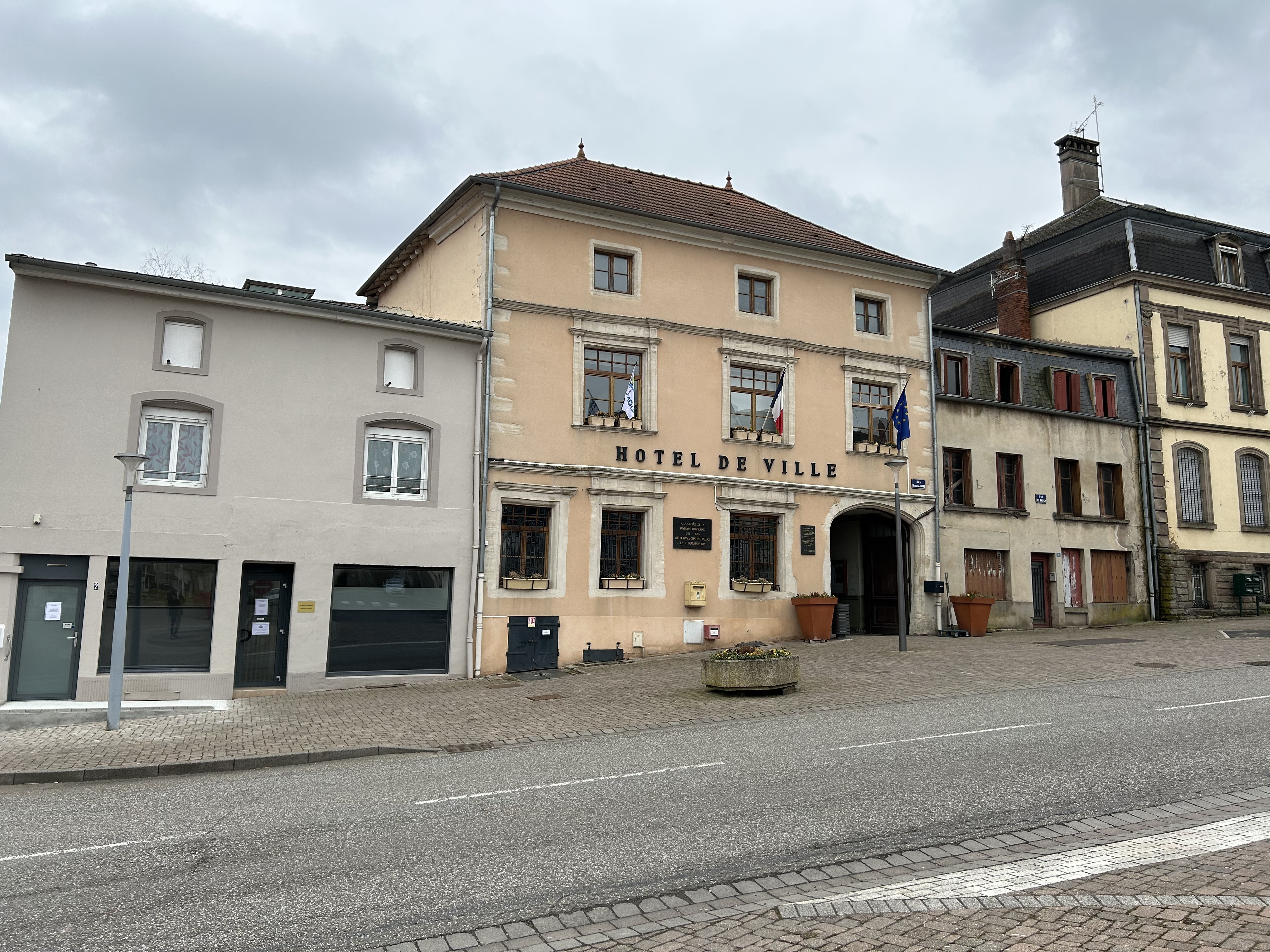
萨兰堡市政厅

萨兰堡的现任市长为加埃唐·贝尼梅杜伦先生（Gaëtan BENIMEDDOURENE），他是一名无党派人士，在2020年的市政选举中获得了68.15%的支持率。
| 萨兰堡历届市长         | 萨兰堡历届市长                          | 萨兰堡历届市长                    |
| 任期                   | 市长                                    | 党派                              |
| ---------------------- | --------------------------------------- | --------------------------------- |
| （1965年以前资料暂缺） |                                         |                                   |
| 1965年－1977年         | Alphonse PEIFFER 阿方斯·佩费            | 不详                              |
| 1977年－1995年         | Gabriel BRONNER 加布里埃尔·布龙纳       | 不详                              |
| 1995年－2008年         | Roland TROUILLY 罗兰·特鲁伊             | DVD右翼无党派人士                 |
| 2008年－               | Gaëtan BENIMEDDOURENE 加埃唐·贝尼梅杜伦 | UMP人民运动联盟 →LR共和黨 →無黨籍 |

### 各级选举
| 萨兰堡历届投票选举结果 | 萨兰堡历届投票选举结果 | 萨兰堡历届投票选举结果 | 萨兰堡历届投票选举结果 | 萨兰堡历届投票选举结果            | 萨兰堡历届投票选举结果 | 萨兰堡历届投票选举结果 | 萨兰堡历届投票选举结果            | 萨兰堡历届投票选举结果 | 萨兰堡历届投票选举结果 |
| 选举项目               | 选举范围               | 选区单位               | 选区单位内的选举结果   | 选区单位内的选举结果              | 选区单位内的选举结果   | 选区单位内的选举结果   | 选区单位内的选举结果              | 选区单位内的选举结果   | 参考资料               |
| 选举项目               | 选举范围               | 选区单位               | 第一轮胜出者           | 第一轮胜出者                      | 支持率                 | 第二轮胜出者           | 第二轮胜出者                      | 支持率                 | 参考资料               |
| ---------------------- | ---------------------- | ---------------------- | ---------------------- | --------------------------------- | ---------------------- | ---------------------- | --------------------------------- | ---------------------- | ---------------------- |
| 2017年法國總統選舉     | 法國                   | 市镇                   |                        | 玛丽娜·勒庞                       | 34.11%                 |                        | 埃马纽埃尔·马克龙                 | 50.05%                 | [ 28 ]                 |
| 2017年法国立法选举     | 摩泽尔省第四选区       | 市镇                   |                        | 马蒂尔德·于绍                     | 33.04%                 |                        | 法比安·迪菲利波                   | 51.93%                 | [ 28 ]                 |
| 2019年欧洲议会选举     | 法國                   | 市镇                   |                        | 若尔丹·巴尔代拉                   | 33.57%                 | （不适用）             | （不适用）                        | （不适用）             | [ 30 ]                 |
| 2021年法国省级选举     | 摩泽尔省               | 县                     |                        | 加埃唐·贝尼梅杜伦 茜尔维·布什巴谢 | 35.07%                 |                        | 加埃唐·贝尼梅杜伦 茜尔维·布什巴谢 | 54.74%                 | [ 31 ]                 |
| 2021年法国省级选举     | 摩泽尔省               | 市镇                   |                        | 加埃唐·贝尼梅杜伦 茜尔维·布什巴谢 | 54.9%                  |                        | 加埃唐·贝尼梅杜伦 茜尔维·布什巴谢 | 66.27%                 | [ 31 ]                 |
| 2021年法国大区选举     | 大東部大區             | 市镇                   |                        | 让·罗特纳                         | 37.57%                 |                        | 让·罗特纳                         | 49.22%                 | [ 32 ]                 |
| 2022年法国总统选举     | 法國                   | 市镇                   |                        | 玛丽娜·勒庞                       | 37.3%                  |                        | 玛丽娜·勒庞                       | 56.59%                 | [ 28 ]                 |
| 2022年法国立法选举     | 摩泽尔省第四选区       | 市镇                   |                        | 法比安·迪菲利波                   | 41.15%                 |                        | 法比安·迪菲利波                   | 67.04%                 | [ 28 ]                 |

## 人口
2019年，萨兰堡市镇人口数量为2,357，在法国排名第4,620位。其中男性1,135人，女性1,222人，75岁及以上人口占10.8%，外籍人口数量为83人，人口密度为219人/平方公里，当地居民被称为（男性）或（女性）。2020年，萨兰堡境内出生26人，死亡人口47人。
| 萨兰堡1900年－2020年人口变化情况 |
|                                  |
| 数据来源：Cassini、INSEE         |

## 经济

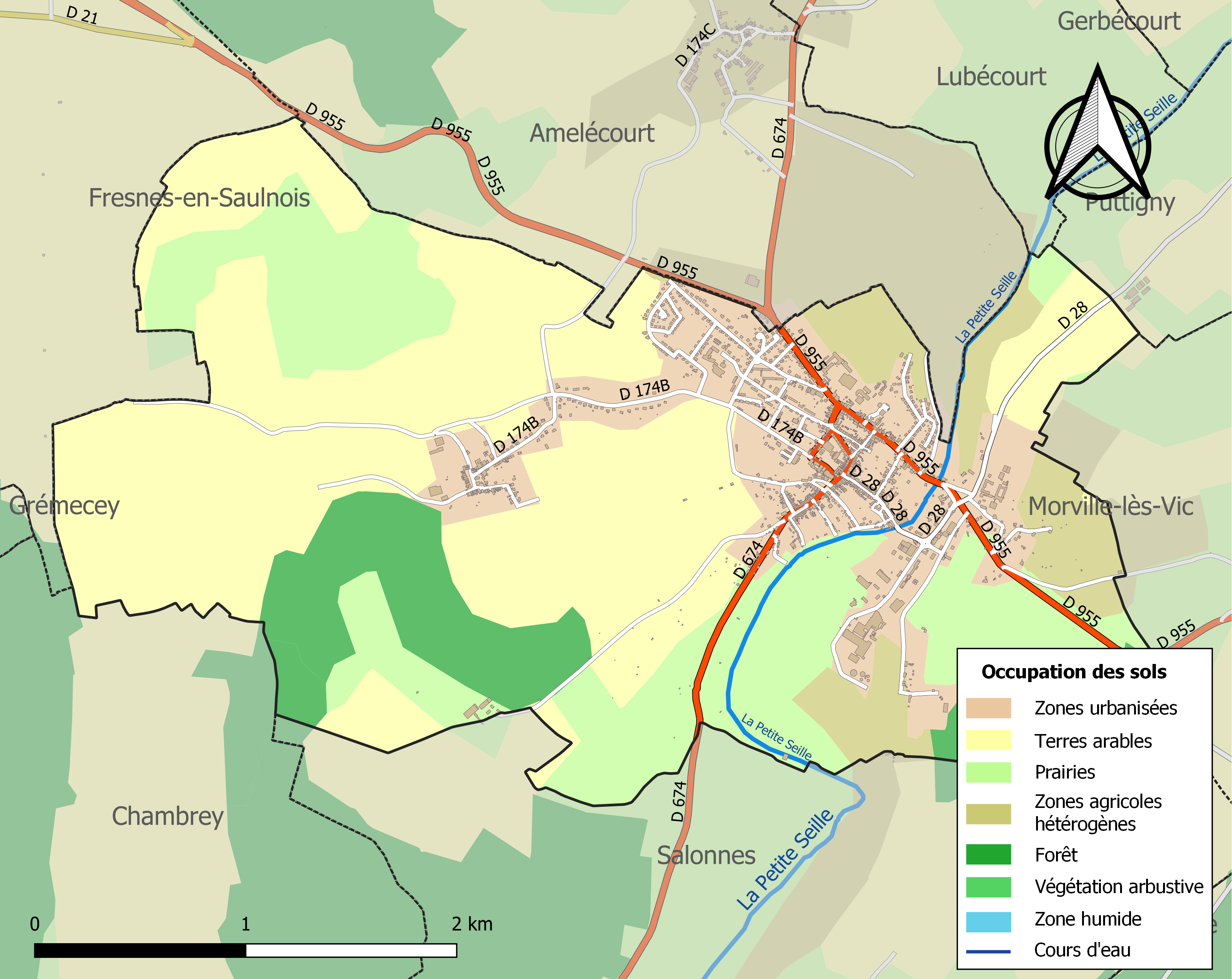
萨兰堡土地利用情况地图

萨兰堡是一个区域性的中心城市。截止2023年3月，萨兰堡市镇范围内共有各类用人单位（包含自雇）364家，平均历史为18年，其中99.51%为中小型企业（PME），2023年1月至3月间，当地的经济活力指数为0.55%。（成人培训）、（短途物流）及（电气安装）是当地2021年营业额最高的三个企业，分别为418,554欧元、344,498欧元和40,546欧元。

## 财政与居民收入
2021年，萨兰堡的财政收入总额为2,869,350欧元，财政支出总额为2,479,430欧元，当年的债务总额为1,969,250欧元。2021年，萨兰堡市镇通过增值税获得141,220欧元的收入，此外当地还共获得了330,870欧元的国家直接财政补助。
2020年，萨兰堡的人均月收入总额为1,972欧元，其中高级职员为3,192欧元，低于法国平均水平（4,230欧元）；中级职员为2,213欧元，低于法国平均水平（2,411欧元）；普通职员为1,631欧元，亦低于法国平均水平（1,740欧元）。
2019年，萨兰堡境内的贫困率为16%，青壮年（15至64岁）失业率为14.5%；当地44.0%的家庭拥有纳税资格，平均纳税2,647欧元，低于法国平均水平（3,910欧元）。

## 社会事务

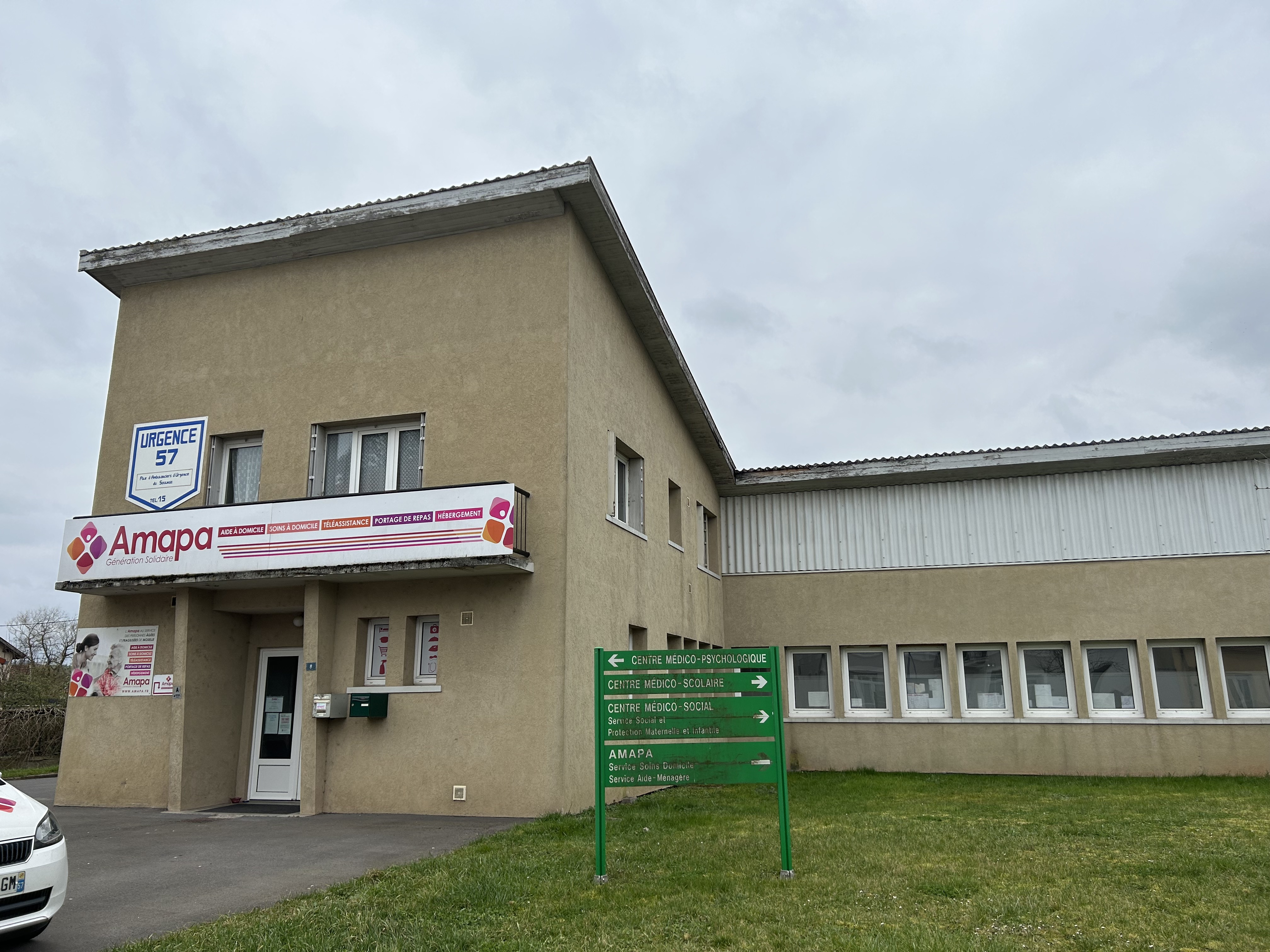
萨兰堡的一处医疗中心

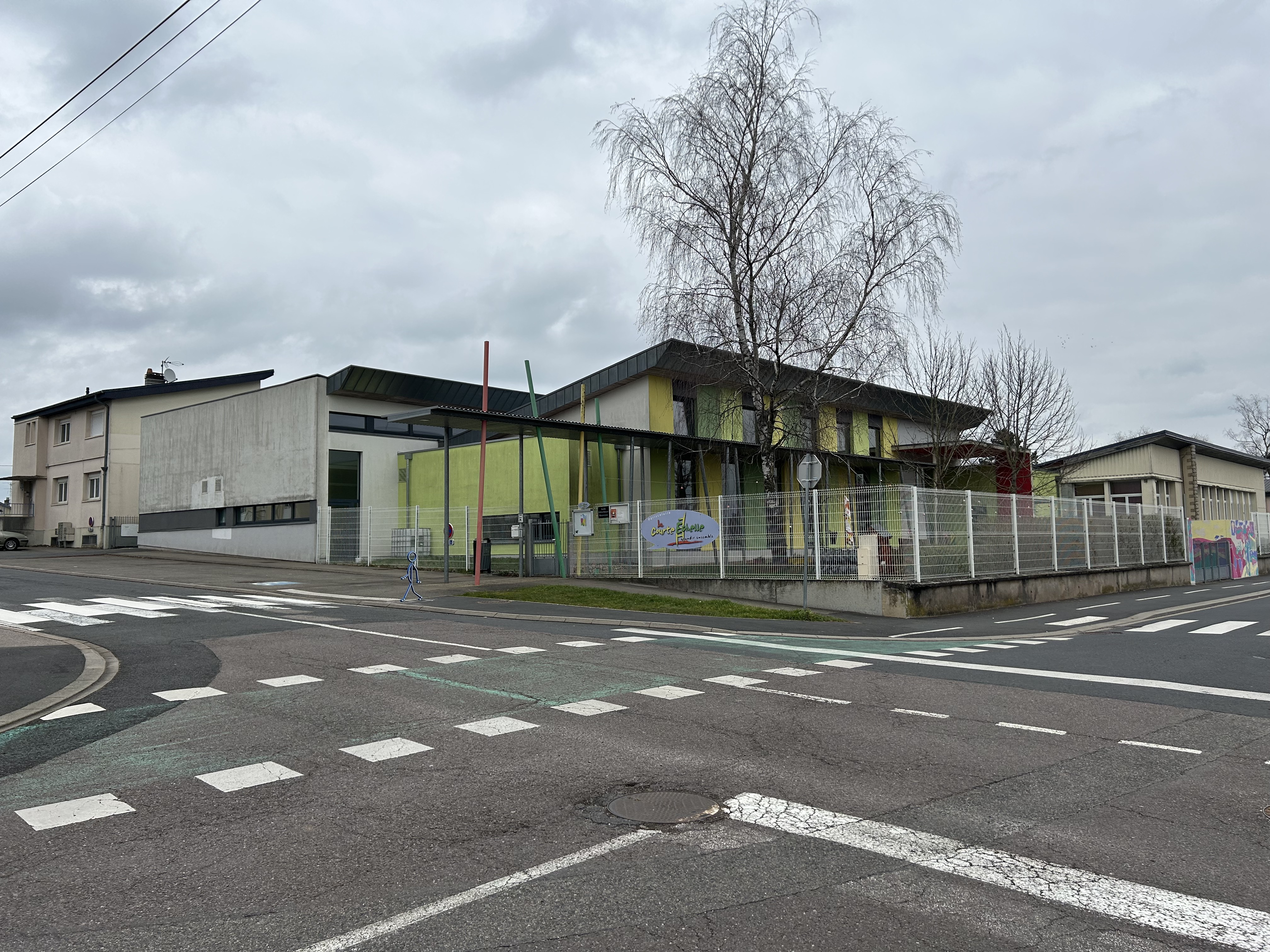
萨兰堡图书馆

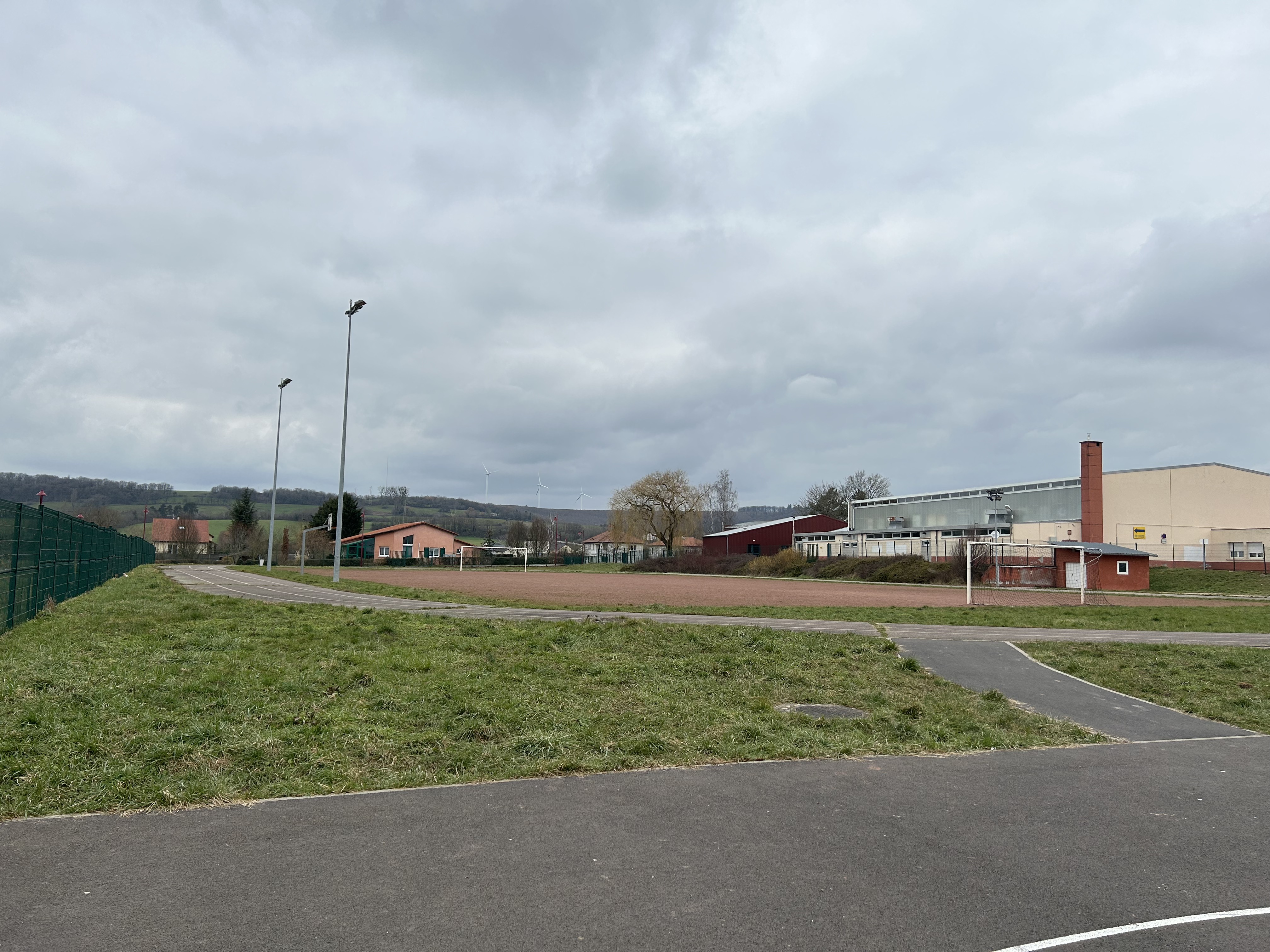
萨兰堡的一处开放式足球场

### 教育
萨兰堡属于南锡-梅斯学区。截止2021年1月1日，萨兰堡境内共有1所幼儿园、1所小学、1所初级中学和1所农业高中。2021至2022学年度，萨兰堡境内共有在校中等教育阶段学生297名。

### 医疗
截止2021年1月1日，萨兰堡境内共有全科医生4名、保健师6名、牙医4名、护士6名和妇科医生1名。境内共有药房1家。
萨兰堡医院（Hôpital de Château-Salins）位于萨兰堡市区，建于1900年，是一家综合性的私立医院，设有床位84个。
距离萨兰堡最近的区域性医疗机构为吕内维尔中心医院（Centre Hospitalier de Lunéville），其主病区位于吕内维尔，距离萨兰堡市区的正常车程大约33分钟，该院设有床位453个，是当地规模最大的公立综合性医院。

### 住房
2019年，萨兰堡境内共有各类住房1,220套，其中58.9%为独立式居民区，40.4%为集中式居民区。常住房屋占萨兰堡市镇范围内居民建筑总量的85.0%。
在住房保障政策方面，2021年，萨兰堡境内共有261户家庭获得了住房经济补助，受益人数占总人口数量的11.1%，其中240份为房租补助。

### 商业
2021年，萨兰堡境内共有各类实体商铺56家，其中餐厅9家、大型超市2家、面包房3家、银行门店4家、美容美发店4家、汽车维修店3家。萨兰堡市区建有Lidl和Match综合购物超市。

### 体育
2021年，萨兰堡境内共有2间体育馆、1座综合体育场、3处网球场、2处足球或橄榄球场以及1处篮球或排球场。
截至2023年3月，萨兰堡足球俱乐部（Football Club Château-Salins，编号503642）是萨兰堡境内唯一的一家注册足球俱乐部。该足球队成立于1929年，其主队2022至2023赛季参加摩泽尔足球联赛甲组（法国第九级别），其主场为市政球场（Stade Municipal）。

### 环境
萨兰堡的环境事务由其所属的索努瓦市镇公共社区联合各级政府协调负责。2021年，萨兰堡境内共有1家污染企业。

### 治安
2021年，萨兰堡市镇范围内有1处宪兵队。
萨兰堡及其附近的共226个市镇是萨兰堡国家宪兵队（zone gendarmerie de Sarrebourg）的管辖范围。2020年，该宪兵队累计记录各类案件1,580起，其中盗窃类案件577起，经济类案件228起，毒品交易类案件128起。

## 文化

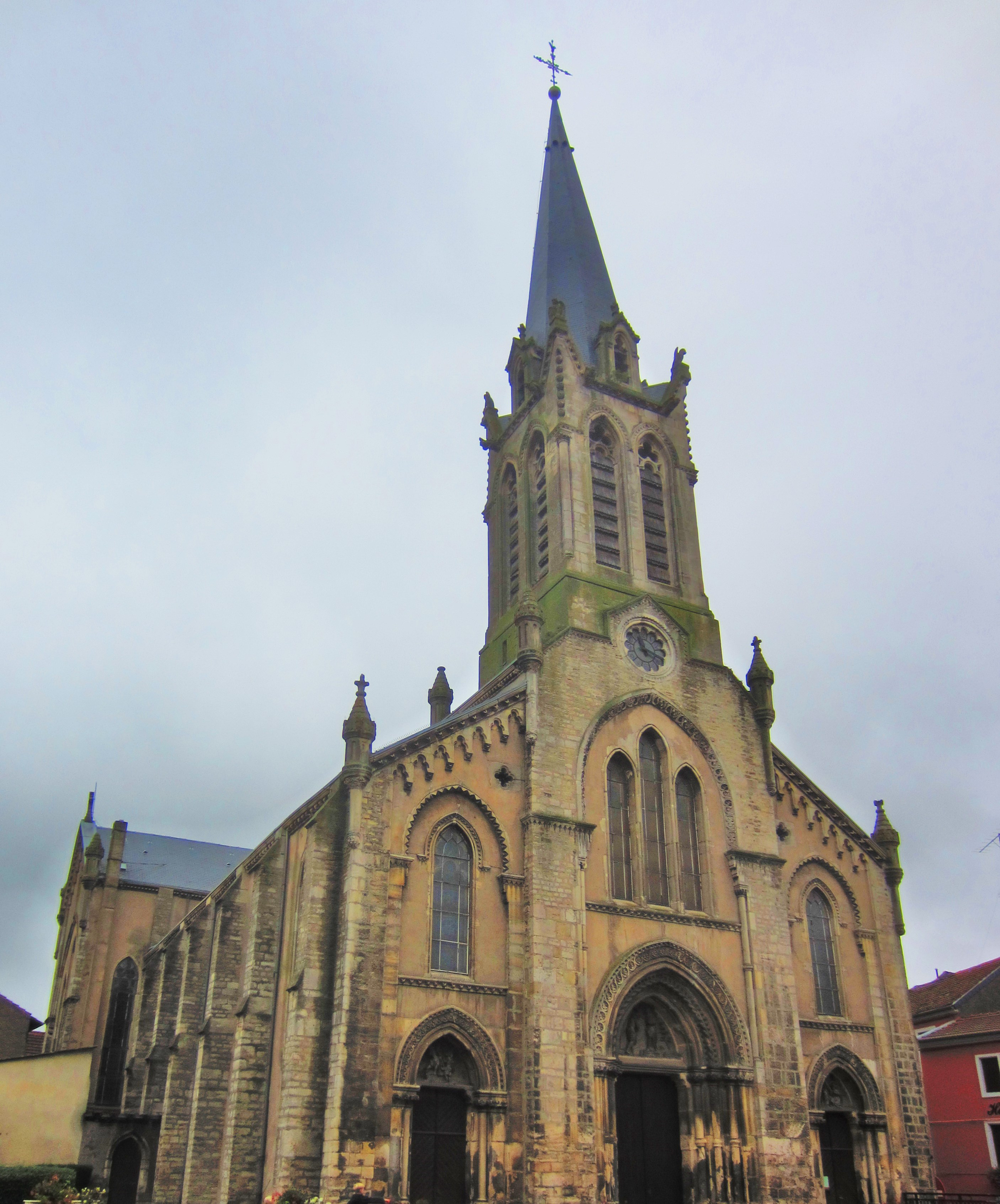
施洗约翰教堂

2021年，萨兰堡境内有1家电影院。萨兰堡市区西部建有市政图书馆，每周三、四、六向公众开放（每年八月仅周六开放）。

### 建筑
萨兰堡境内有多处历史建筑，其中镇中心的施洗约翰教堂（Église Saint-Jean-Baptiste de Château-Salins）是当地的地标性建筑物，其历史上为萨兰堡盐场所在地。

### 旅游
萨兰堡的旅游事务由其所属的索努瓦市镇公共社区负责。2022年，萨兰堡境内暂无任何游客接待设施。

### 媒体
法国主要的媒体均可在萨兰堡接收，法国电视三台下属的大东部大区频道在部分时段播出萨兰堡所在摩泽尔省的地方新闻。《洛林共和人报》、洛林阵营广播、摩泽尔电视台等是当地主要的地方性媒体。

## 相关人物
法国语言学家阿尔塞纳·达梅斯特泰、历史学家夏尔-埃德蒙·佩兰和足球运动员菲利普·加约出生于萨兰堡。

## 友好城市
截至2023年3月，萨兰堡共与一座城市互为友好城市关系：
- 德国 比肯费尔德